# 馬洛里 (明尼蘇達州)
馬洛里（英語：Mallory）是位於美國明尼蘇達州波爾克縣的一個非建制地區。

## 歷史
馬洛里得名自當地木材商人查爾斯·P·馬洛里（Charles P. Mallory）。馬洛里的郵局於1880年設立，其後於1916年停運。

## 地理
馬洛里所處的海拔為高於海平面256米（即840英呎），而該地所採用的時區為UTC-6，即北美中部時區（CST）。同時該地設有夏令時間，為UTC-6調快一小時，即UTC-5（CDT）。